# Джон Макклелланд
Джон Макклелланд (англ. John McClelland, нар. 7 грудня 1955, Белфаст) — північноірландський футболіст, що грав на позиції захисника.
Виступав, зокрема, за клуби «Рейнджерс» та «Вотфорд», а також національну збірну Північної Ірландії, з якою був учасником двох чемпіонатів світу.

## Клубна кар'єра
У дорослому футболі дебютував на батьківщині виступами за команду «Портадаун», після чого перебрався до Уельсу, де грав за «Кардіфф Сіті» та «Бангор Сіті» і в обох клубах був фіналістом Кубка Уельсу. Згодом з 1978 по 1981 рік грав у складі англійського «Менсфілд Тауна», з яким вилетів з Третього до Четвертого дивізіону.
1981 року перейшов в шотландський «Рейнджерс» за 90,000 фунтів стерлінгів. Відіграв за команду з Глазго наступні три сезони своєї ігрової кар'єри. Більшість часу, проведеного у складі «Рейнджерс», був основним гравцем захисту команди і двічі ставав володарем Кубка шотландської ліги і також двічі був фіналістом Кубка Шотландії.
У листопаді 1984 року «Вотфорд» купив Макклелланда за 225 тисяч фунтів стерлінгів. За п'ять років, проведених у складі «лосів», Джон двічі ставав гравцем сезону. Пізніше він перейшов до «Лідс Юнайтед», де в сезоні 1991/92 став чемпіоном Англії. 18 ігор у лізі того сезону було достатньо для отримання медалі чемпіонату, незважаючи на те, що з березня 1992 року до кінця розіграшу він грав в оренді за «Ноттс Каунті».
В серпні 1992 року уклав контракт з шотландським клубом «Сент-Джонстон», у складі якого провів наступний сезон, а з грудня 1992 року по травень 1993 року був граючим тренером команди. 
В подальшому захищав кольори клубів «Арброт», «Каррік Рейнджерс», «Вікем Вондерерз», та «Йовіл Таун», а завершив ігрову кар'єру у команді «Дарлінгтон», за яку виступав протягом 1996—1997 років. За всю кар'єру Макклелланд встиг зіграти в кожній країні Великої Британії, а також в кожному з чотирьох дивізіонів Футбольної ліги Англії.

## Виступи за збірну
17 травня 1980 року дебютував в офіційних іграх у складі національної збірної Північної Ірландії в матчі Домашнього чемпіонату Великої Британії проти Шотландії (1:0).
У складі збірної був учасником чемпіонату світу 1982 року в Іспанії, на якому провів усі п'ять ігор та допоміг команді сенсаційно обіграти господарів збірну Іспанії 1:0. 
30 березня 1983 року він забив свій перший і єдиний гол за збірну під час кваліфікації чемпіонату Європи проти Туреччини (2:1). У наступному чемпіонаті світу 1986 року у Мексиці Макклелланд теж був включений до заявки, але на поле не виходив. Після турніру капітан північноірландців Семмі Макілрой завершив міжнародну кар'єру і Макклелланд став новим капітаном збірної, перебуваючи у цьому статусі ж до 1990 року, коли 27 березня провів свою останню гру за збірну в товариській зустрічі з норвежцями (2:3).
Загалом протягом кар'єри у національній команді, яка тривала 11 років, провів у її формі 53 матчі, забивши 1 гол.

## Титули і досягнення
- Володар Кубка шотландської ліги (2):

«Рейнджерс»: 1981/82, 1983/84